# Urosaurus auriculatus
Urosaurus auriculatus (сокоррська деревна ящірка) — вид ігуаноподібних ящірок родини фриносомових (Phrynosomatidae). Ендемік Мексики.

## Поширення і екологія
Сокорські деревні ящірки є ендеміками острова Сокорро в архіпелазі Ревільяхіхедо в Тихому океані. Вони живуть в сухих лісах і чагарниках по всьому острову. Відкладають яйця.

## Збереження
МСОП класифікує цей вид як такий, що перебуває під загрозою зникнення. Urosaurus auriculatus загрожує знищення природного середовища.